# Potentilla johanniniana
Potentilla johanniniana är en rosväxtart som beskrevs av Agostino Augustin Goiran. Potentilla johanniniana ingår i Fingerörtssläktet som ingår i familjen rosväxter. Utöver nominatformen finns också underarten P. j. custozzana.